# Countea de Nissa
Countea de Nissa er et regionalt fodboldlandshold for Grevskabet Nice. Det er organiseret af Countea de Nissa Football Association, der blev grundlagt april 2014.
Holdet deltog i ConIFA VM i fodbold 2014 i Östersund, Sverige hvor de vandt og dermed blev de første ConIFA verdensmestre.